# Daniel W. Bursch
Daniel Wheeler Bursch, född 25 juli 1957 i Bristol, Pennsylvania, är en amerikansk astronaut uttagen i astronautgrupp 13 den 17 januari 1990.

## Rymdfärder
- STS-51
- STS-68
- STS-77
- STS-108
- ISS-4
- STS-111